# ロマンス交響曲
「ロマンス交響曲」（ロマンス・シンフォニー）は、さいとうちほの初のイラスト集である。1994年1月14日に小学館より初版発行されている。 

## 概要
原作者・さいとうちほの漫画作品『花冠のマドンナ』、『円舞曲は白いドレスで』、『もう一人のマリオネット』などカラーインクで描かれたカラーイラストでオールカラー60ページに完全網羅したイラスト集。
藤本ひとみによる著作された小説『新花織高校恋愛サスペンス』など、ドラマCDの挿絵・ジャケットイラストも収録された。
さいとうちほと藤本ひとみの官能対談、さいとうちほが特別描きおろし短編漫画「キャラクターでお遊び特別編」も収録。